# Omega Pharma-Quick Step/2012
Deze pagina geeft een overzicht van de Omega Pharma-Quick Step-wielerploeg in 2012. Het team is dit seizoen een van de 18 teams die het recht hebben, maar ook de plicht, deel te nemen aan alle wedstrijden van de UCI World Tour.

## Algemene gegevens
Sponsors: Omega Pharma, Quick-Step, Q8, Jonam, Peugeot
Algemeen manager: Patrick Lefevere
Ploegleiders: Davide Bramati, Wilfried Peeters, Tom Steels, Rik Van Slycke, Brian Holm, Jan Schaffrath
Fietsmerk: Specialized
Kleding: Vermarc
Budget: niet bekend
Kopmannen: Tom Boonen, Sylvain Chavanel, Levi Leipheimer, Tony Martin

## Renners
| Naam                        | Geboortedatum | Nationaliteit       | Ploeg 2011         |
| --------------------------- | ------------- | ------------------- | ------------------ |
| Marco Bandiera              | 02-08-1989    | Italië              |                    |
| Tom Boonen                  | 15-10-1980    | België              |                    |
| Matthew Brammeier           | 07-06-1985    | Ierland             | Team HTC-High Road |
| Dario Cataldo               | 17-04-1985    | Italië              |                    |
| Sylvain Chavanel            | 30-06-1979    | Frankrijk           |                    |
| Francesco Chicchi           | 27-11-1980    | Italië              |                    |
| Gerald Ciolek               | 19-09-1986    | Duitsland           |                    |
| Dries Devenyns              | 22-07-1983    | België              |                    |
| Kevin De Weert              | 27-05-1982    | België              |                    |
| Andrew Fenn                 | 01-07-1990    | Verenigd Koninkrijk | An Post-Sean Kelly |
| Michał Gołaś                | 29-04-1984    | Polen               | Vacansoleil-DCM    |
| Bert Grabsch                | 19-06-1975    | Duitsland           | Team HTC-High Road |
| Iljo Keisse                 | 21-12-1982    | België              |                    |
| Michał Kwiatkowski          | 02-06-1990    | Polen               | Team RadioShack    |
| Levi Leipheimer             | 24-10-1973    | Verenigde Staten    | Team RadioShack    |
| Nikolas Maes                | 09-04-1986    | België              |                    |
| Tony Martin                 | 23-04-1985    | Duitsland           | Team HTC-High Road |
| Serge Pauwels               | 21-11-1983    | België              | Team Sky           |
| Jérôme Pineau               | 02-01-1980    | Frankrijk           |                    |
| František Raboň             | 26-09-1983    | Tsjechië            | Team HTC-High Road |
| Gert Steegmans              | 30-09-1980    | België              |                    |
| Zdeněk Štybar               | 11-12-1985    | Tsjechië            |                    |
| Niki Terpstra               | 18-05-1984    | Nederland           |                    |
| Matteo Trentin              | 02-08-1989    | Italië              | Stagiair           |
| Stijn Vandenbergh           | 25-04-1984    | België              | Katjoesja          |
| Kristof Vandewalle          | 05-04-1985    | België              |                    |
| Guillaume Van Keirsbulck    | 14-02-1991    | België              |                    |
| Peter Velits                | 21-02-1985    | Slowakije           | Team HTC-High Road |
| Martin Velits               | 21-02-1985    | Slowakije           | Team HTC-High Road |
| Julien Vermote              | 26-07-1989    | België              |                    |
| Stagiairs                   |               |                     |                    |
| Jeroen Hoorne (stagiair)    | 14-08-1988    | België              |                    |
| Florian Sénéchal (stagiair) | 10-07-1993    | Frankrijk           |                    |

## Belangrijke overwinningen
| Ronde van San Luis 1e etappe: Francesco Chicchi 2e etappe: Francesco Chicchi 3e etappe: Levi Leipheimer(*) 4e etappe (individuele tijdrit): Levi Leipheimer 7e etappe: Tom Boonen Eindklassement: Levi Leipheimer Trofeo Palma de Mallorca Winnaar: Andrew Fenn Trofeo Migjorn de Mallorca Winnaar: Andrew Fenn Ronde van Qatar 1e etappe: Tom Boonen 4e etappe: Tom Boonen Eindklassement: Tom Boonen Puntenklassement: Tom Boonen Ploegenklassement: Tom Boonen, Matthew Brammeier, Francesco Chicchi, Nikolas Maes, František Raboň, Gert Steegmans, Guillaume Van Keirsbulck, Stijn Vandenbergh Ronde van de Algarve 4e etappe: Gerald Ciolek Ronde van Oman Eindklassement: Peter Velits Driedaagse van West-Vlaanderen Proloog: Michał Kwiatkowski 1e etappe: Francesco Chicchi Eindklassement: Julien Vermote Jongerenklassement: Julien Vermote Parijs-Nice 2e etappe: Tom Boonen Nokere Koerse Winnaar: Francesco Chicchi Handzame Classic Winnaar: Francesco Chicchi Dwars door Vlaanderen Winnaar: Niki Terpstra | E3 Harelbeke Winnaar: Tom Boonen Gent-Wevelgem Winnaar: Tom Boonen Driedaagse van De Panne-Koksijde 3e etappe B (individuele tijdrit): Sylvain Chavanel Eindklassement: Sylvain Chavanel Ploegenklassement: Sylvain Chavanel, Francesco Chicchi, Niki Terpstra, Guillaume Van Keirsbulck, Michał Kwiatkowski, Dries Devenyns, Andrew Fenn, Iljo Keisse Ronde van Vlaanderen Winnaar: Tom Boonen Parijs-Roubaix Winnaar: Tom Boonen Ronde van Turkije 7e etappe: Iljo Keisse Bergklassement: Marco Bandiera Vierdaagse van Duinkerke 4e etappe: Zdeněk Štybar Ronde van België 4e etappe (individuele tijdrit): Tony Martin Eindklassement: Tony Martin Gullegem Koerse Winnaar: Matteo Trentin NK wielrennen Frankrijk - individuele tijdrit: Sylvain Chavanel Slowakije - individuele tijdrit: Peter Velits Duitsland - individuele tijdrit: Tony Martin Italië - individuele tijdrit: Dario Cataldo België - individuele tijdrit: Kristof Vandewalle Polen - wegwedstrijd: Michał Gołaś Nederland - wegwedstrijd: Niki Terpstra Ierland - wegwedstrijd: Matthew Brammeier België - wegwedstrijd: Tom Boonen Ronde van Polen 3e etappe: Zdeněk Štybar | Ronde van de Ain 2e etappe B (ploegentijdrit): Andrew Fenn, Dario Cataldo, František Raboň, Gerald Ciolek, Kristof Vandewalle, Nikolas Maes, Serge Pauwels Ronde van Utah 6e etappe: Levi Leipheimer Eneco Tour Ploegenklassement World Ports Classic 1e etappe: Tom Boonen Eindklassement: Tom Boonen Puntenklassement: Tom Boonen Ronde van Spanje 16e etappe: Dario Cataldo Parijs-Brussel Winnaar: Tom Boonen GP Briek Schotte Winnaar: Guillaume Van Keirsbulck UCI Ploegentijdrit Winnaars: Tom Boonen, Sylvain Chavanel, Tony Martin, Niki Terpstra, Kristof Vandewalle, Peter Velits Ronde van Peking 2e etappe: Tony Martin Eindklassement: Tony Martin Chrono des Nations Winnaar: Tony Martin |

(*) Verkregen na schorsing Contador.

## Overwinningen in het veld
| Tsjechisch kampioenschap veldrijden Winnaar: Zdeněk Štybar Wereldbeker veldrijden manche Liévin Winnaar: Zdeněk Štybar Noordzeecross Winnaar: Zdeněk Štybar |

## Overwinningen op de piste
| Zesdaagse van Kopenhagen Winnaar: Iljo Keisse (met Marc Hester) Zesdaagse van Grenoble (met Kenny De Ketele) Winnaar: Iljo Keisse Zesdaagse van Gent (met Glenn O'Shea) Winnaar: Iljo Keisse |

Mannen:   2003 · 2004 · 2005 · 2006 · 2007 · 2008 · 2009 · 2010 · 2011 · 2012 · 2013 · 2014 · 2015 · 2016 · 2017 · 2018 · 2019 · 2020 · 2021 · 2022 · 2023 · 2024 · 2025
Vrouwen:   2019 · 2020 · 2021 · 2022 · 2023 · 2024 · 2025
AG2R-La Mondiale · Astana · BMC Racing Team · Euskaltel-Euskadi · FDJ-Big Mat · Team Garmin-Sharp-Barracuda · Katjoesja · Lampre-ISD · Liquigas-Cannondale · Lotto-Belisol · Team Movistar · Omega Pharma-Quick Step · Orica-GreenEdge · Rabobank · RadioShack-Nissan-Trek · Saxo Bank-Tinkoff Bank · Sky ProCycling · Vacansoleil-DCM